# Uwe Ehlers
Uwe Ehlers (* 8. März 1975 in Rostock) ist ein ehemaliger deutscher Fußballspieler und derzeitiger -trainer. Er ist seit 2014 als Übungsleiter bei Hansa Rostock angestellt.

## Sportliche Laufbahn

### Vereinskarriere
Der Abwehrspieler begann seine Profikarriere 1993 bei Hansa Rostock, aus dessen Nachwuchs er stammte. Zu seinem Debüt im Herren-Bereich kam er zunächst Mitte Februar '93 im Oberliga-Heimspiel der Hansa-Amateure gegen den Greifswalder SC, das 2:0 gewonnen wurde und bei dem er sich als Mittelfeldregisseur empfahl. Bei Hansa spielte er schließlich zwei Jahre in der 2. Bundesliga und fünf Jahre in der Bundesliga. In 116 Ligaspielen erzielte er fünf Tore für die Hanseaten.
1999 folgte ein Wechsel zum TSV 1860 München. Hier bestritt der Verteidiger 42 Erstligaspiele. Im Sommer 2003 wechselte er zum FC Augsburg. Dort bestritt er in anderthalb Jahren 40 Spiele und schoss zwei Tore. Von Januar 2005 bis Sommer 2007 stand Ehlers beim FC Erzgebirge Aue unter Vertrag. Zur Saison 2007/08 wechselte er zum Zweitliga-Aufsteiger VfL Osnabrück. Nach nur fünf Spielen in zwei Jahren und dem Abstieg in die 3. Liga kehrte Ehlers 2009 schließlich in seine Heimat zurück, um zum Ende seiner Karriere als erfahrener Führungsspieler die zweite Mannschaft von Hansa Rostock in der Regionalliga Nord zu unterstützen.

### Auswahleinsätze
Die Farben seines Landes, damals noch der DDR, vertrat Ehlers bereits im Wendeherbst 1989 als Mitglied der jüngeren Jugendauswahl über die Grenzen seiner mecklenburgischen Heimat hinaus. Auch nach der Wiedervereinigung blieb der Verteidiger im Fokus der Auswahltrainer – nun nicht mehr vom DFV, sondern vom DFB.
In der deutschen U21-Nationalmannschaft bestritt der Abwehrspieler 19 Länderspiele, in denen er drei Tore erzielte. Bei der EM 1998 belegte er mit der von Hannes Löhr betreuten Nachwuchsmannschaft den 5. Rang.

## Trainerlaufbahn
Seit Juli 2014 ist Ehlers Co-Trainer bei Hansa Rostock. Anfänglich unter Hansa-Trainer Peter Vollmann, ab Mitte Dezember 2014 dann unter Karsten Baumann. Nach dessen Entlassung in Folge der Auswärtsniederlage am 19. Spieltag der Drittligasaison 2015/16 beim Halleschen FC übernahm er kurzzeitig als Interimscoach das Training der 1. Mannschaft. Aber bereits am 20. Spieltag saß der Baumann-Nachfolger Christian Brand auf dem Hansa-Trainerstuhl. Am letzten Spieltag 2016/17 übernahm Ehlers für den beurlaubten Brand das Traineramt und gewann mit den Hansa-Profis fünf Tage später den Landespokal von Mecklenburg-Vorpommern. Ab Saison 2017/18 wurde Pavel Dotchev neuer Chef-Trainer der Hanseaten. Mit ihm erreichte Ehlers am Saisonende den sechsten Tabellenplatz. Nach anderthalb Jahren wurde Dotchev innert der Winterpause 2018/19 durch Jens Härtel ersetzt, der zusammen mit Ehlers zum Saisonschluss ebenfalls Sechster wurde. Selbiges Ergebnis konnte ein Jahr später wiederholt werden, ehe im Jahr 2021 schließlich der Aufstieg in die 2. Bundesliga gelang.
Gleich sechs Mal konnte Uwe Ehlers in seiner Funktion als Co-Trainer von Hansa Rostock – und einmal als Interimstrainer – unter fünf verschiedenen Chef-Trainer den Landespokal gewinnen.
Innerhalb der Winterpause 2019/20 wurde Ehlers, vorerst nur bis Saisonende, zusätzlich zu seinem Amt als Assistent der ersten Mannschaft zum Cheftrainer der A-Junioren ernannt.

## Privates
Sein Sohn Kevin ist ebenfalls Profifußballspieler. Er wurde zwischen 2009 und 2017 beim FC Hansa ausgebildet.

## Erfolge
Als Spieler
- Bundesligaaufstieg 1994/95 (mit Hansa Rostock)

Als Trainer
- Landespokalsieger Mecklenburg-Vorpommern 2016/17 (mit Hansa Rostock)